# Šilček
Šilček je priprava za šiljenje svinčnikov. Sestavljen je iz ohišja, ki je lahko kovinsko ali plastično, in rezilca. Šilček ima luknjico, v katerega vtaknemo svinčnik in ga vrtimo v smeri urinega kazalca. Na ta način se ostrijo svinčniki in barvice. Šilčki so ročni ali samodejni, slednji delujejo na električno energijo.

## Zgodovina
Svinčnike so uporabljali, še preden so izumili pripomočke za ostritev njihovih konic. Sprva se je svinčnike šililo s pomočjo nožev. 
Prvi patent za pripomoček za šiljenje je vložil leta 1828 francoski matematik Bernard Lassimone. Leta 1847 je Therry des Estwaux izumil ročni šilček. Prvi električni šilček je prišel na trg na začetku štiridesetih let 20. stoletja.